# Christian Brandl (Maler)
Christian Brandl (* 1970 in Erfurt) ist ein deutscher Maler und Grafiker.

## Leben
Christian Brandl absolvierte von 1987 bis 1989 eine Ausbildung zum Buchhändler und besuchte von 1991 bis 1994 das Norbertinum in Magdeburg. Danach studierte er von 1994 bis 1999 Malerei und Grafik an der Hochschule für Grafik und Buchkunst Leipzig bei Arno Rink. 1999 wurde er Meisterschüler bei Ulrich Hachulla. Seit 2002 ist er freiberuflicher Maler und Grafiker in Leipzig. 2023 wurde sein Gemälde Kaffee (2006) als Umschlagabbildung für Philipp Oehmkes Debütroman Schönwald gewählt.

„Brandl beherrscht die Kunst, in einem Tableau viele ungemalte innere Bilder heraufzubeschwören. Die Betrachter werden in einen Spiegelsaal semantischer Verweise entführt, worin das Kunstwerk als Palimpsest zu verschwinden scheint.“

## Ausstellungen (Auswahl)
Einzelausstellungen
- 2019: Christian Brandl, Galerie Schwind, Frankfurt am Main[2]
- 2018: In letzter Minute, Galerie Kleindienst, Leipzig[3]
- 2016: Draußen, Kunsthalle am Kulturbahnhof Cloppenburg, Cloppenburg
- 2016: Christian Brandl, Kunstverein Lippe, Lippische Gesellschaft für Kunst, Schloss Detmold[4]
- 2014: suspense, Kunsthalle Erfurt[5]
- 2013: Das Ereignis, Galerie Leuenroth, Frankfurt am Main
- 2012: Die Leute auf den Bildern, Galerie Kleindienst, Leipzig
- 2011: Galerie am Ratswall, Bitterfeld[6]
- 2010: Unterwegs, Galerie Leuenroth, Frankfurt am Main
- 2009: Schöne Aussichten, Galerie Kleindienst, Leipzig
- 2008: Zweitausendsieben, Galerie Leuenroth, Frankfurt am Main
- 2006: Verdacht, Galerie Kleindienst, Leipzig
- 2006: Radierungen, Galerie Hafenrand, Hamburg
- 2000: Über allen Gipfeln ist Ruh, Hobbyshop, Leipzig
- 1999: 1 Woche Ägypten, Laden fuer nichts, Leipzig

Gruppenausstellungen
- 2019: The Leipzig Connection - 5th Biennial of Painting, Croatian Association of Visual Artists (HDLU), Meštrović Pavilion, Zagreb, kuratiert von Mark Gisbourne[7]
- 2018: New Horizons of European Painting III: The Action of the Senses, Frissirasmuseum, Athen[8]
- 2018: Vierundzwanzigmaldreissig, Leipzig[9]
- 2017: Künstler der Galerie, Galerie Kleindienst, Leipzig
- 2016: Pentomino, Thaler Originalgrafik, Leipzig
- 2016: Transit, Galerie Leuenroth, Frankfurt am Main
- 2015: Wir gehen baden! Meisterwerke der Graphik aus fünf Jahrhunderten, Angermuseum Erfurt, Ausstellung der Staatlichen Museen zu Berlin, Kupferstichkabinett in Zusammenarbeit mit dem Angermuseum Erfurt
- 2015: G2 #1, Sammlung Hildebrandt, G2 Leipzig
- 2015: Christian Brandl & Sebastian Speckmann Suspense, Städtische Galerie Bietigheim-Bissingen[10]
- 2013: Back to Neue Bildwelten, Heike Moras Art, London[11]
- 2013: Gedeutete Welt und fragile Wirklichkeit, KuK – Kunst- und Kulturzentrum Monschau
- 2012: Der gemalte Raum – Werke aus der Sammlung Essl, Schömer-Haus im Museum Essl, Klosterneuburg bei Wien
- 2011: Convoy Leipzig, Biksady Gallery, Budapest
- 2011: Leipzig Painters, Gallery Baton, Seoul/Südkorea
- 2011: Es lebe de Malerei, Junge Kunst aus der Sammlung Essl, Klosterneuburg
- 2011: Collector X, Gallery Baton, Seoul/South Korea
- 2009: Neue Leipziger Schule, Cobra Museum, Amstelveen
- 2009: Realism from Leipzig, Drents Museum, Assen (Katalog)
- 2008: Seit Leipzig, Kunsthalle Wittgenstein
- 2008: great graphics, Museum Xylon, Schwetzingen
- 2008: Leipziger Künstler in den Schweizer Alpen, Mendelssohn-Haus Leipzig im Museum der bildenden Künste Leipzig
- 2007: 35 Years of The Essl Collection, Museum Essl
- 2007: Malerei der Gegenwart. Zurück zur Figur , Kunsthalle der Hypo-Kulturstiftung, München (Katalog)
- 2007: Malerei der Gegenwart. Zurück zur Figur, Museum Franz Gertsch, Burgdorf,
- 2007: Malerei der Gegenwart. Zurück zur Figur, Kunsthaus Wien
- 2005: 15. Sächsisches Druckgrafiksymposion, Kustodie der Universität Leipzig
- 2000: Hundert Sächsische Grafiken, Neue Sächsische Galerie, Chemnitz

Projekt
- 2007: Attitude of posture (mit Oskar Schmidt), Gastprojekt der Galerie Hafen + Rand, Hamburg in Leipzig, Hamburg, Barcelona

Sammlungen
- Collection Frissirasmuseum, Athen[12]
- Sammlung Essl, Museum Essl, Klosterneuburg bei Wien
- Sammlung Hildebrand, G2, Leipzig[13]